# 36.º Prêmio Jabuti
O 36º Prêmio Jabuti foi realizado em 1994, premiando obras literárias referentes a lançamentos de 1993.

## Prêmios
Os premiados foram:
- Isaias Pessotti, João Gilberto Noll e Otto Lara Resende, Romance
- Nelson Rodrigues, Marcos Rey e Hilda Hilst, Contos/crônicas/novelas
- Vinícius de Moraes, Rubem Braga, Frederico Barbosa e Marina Colasanti, Poesia
- Marisa Lajolo, Antônio Cândido, Carlos Alberto Cerqueira Lemos, Miriam Moreira Leite e Eduardo Giannetti da Fonseca, Estudos literários - ensaios
- Leo Cunha, Autor revelação - literatura adulta
- Octavio Paz/Iadir Dupont, Laura Esquivel/Marcelo Cipis, Haroldo de Campos, Robert de Boron/Heitor Megale R. M. Rilk/José Paulo Pais e William Blake/Paulo Vizioli, Tradução
- Marina Colasanti, Luiz Antônio Aguiar e Jorge Miguel Marinho, Literatura infantil/juvenil
- José de Souza Martins, Guiomar Namo de Mello, e Maria Alice Rosa Ribeiro, Ciências humanas (exceto Letras)
- Elizabeth Hofling/Hélio F. A. Camargo, José Rubens Pirani/Marilda C. Laurino e Walter de Paula Lima, Ciências naturais
- Geraldo Ávila, Newton da Costa e Jorge M. R. Fazenda, Ciências exatas e tecnologia
- João Paulo dos Reis Velloso, Marco Gouveia de Souza/Arthur Nemer, Roberto Muylaert e Fundação Dom Cabral, Economia, administração e negócios
- Tatiana Belinky, Marcelo Xavier, Ângela Lago e Léo Cunha, Ilustrações
- Amyr Klink/Hélio de Almeida, Bruno de Menezes e Darlene Dalto/Célia Eid, Melhor produção editorial - obra avulsa
- Laura Esquivel/Marcelo Cipis, Iwan T. Halasz/Marina Mayumi e Darlene Dalto/Célia Eid, Capista
- Yone de Mello, Carlos Amorim e Sérgio Sistre/Ary Diesendruck, Reportagem
- C. Pires/M. Nunes/M. Toledo, Gilberto Dimenstein, D. R. Michaloskey/R. F. Batista Teixeira e Íris Stern, Didático

## Ver Também
- Prêmio Prometheus
- Os 100 livros Que mais Influenciaram a Humanidade
- Nobel de Literatura